# Rob McVicar
Robert „Rob“ McVicar (* 15. Januar 1982 in Brandon, Manitoba) ist ein ehemaliger kanadischer Eishockeytorwart, der zuletzt bei den Hamburg Freezers in der Deutschen Eishockey Liga unter Vertrag stand.

## Karriere
Rob McVicar begann seine Karriere als Eishockeytorwart bei den Brandon Wheat Kings, für die er von 1999 bis 2003 in der Western Hockey League aktiv war. In dieser Zeit wurde er im NHL Entry Draft 2002 in der fünften Runde als insgesamt 151. Spieler von den Vancouver Canucks ausgewählt. Von 2003 bis 2005 stand McVicar zunächst ausschließlich für Vancouvers Farmteam aus der American Hockey League, Manitoba Moose und deren Kooperationsteam Columbia Inferno aus der ECHL im Tor, ehe er am 1. Dezember 2005 sein Debüt in der National Hockey League für die Vancouver Canucks gab und drei Minuten lang gegen die Edmonton Oilers zwischen den Pfosten stand. Den Großteil der Spielzeit verbrachte der Kanadier jedoch bei den Victoria Salmon Kings in der ECHL.
Nachdem McVicar in der Saison 2006/07 beim ECHL-Club Utah Grizzlies gespielt hatte, wechselte er zur folgenden Spielzeit erstmals nach Europa, wo er zunächst einen Vertrag beim Totempo HvIK aus der dänischen AL-Bank Ligaen erhielt, bevor der Torhüter am 2. Februar 2009 von den Hamburg Freezers aus der Deutschen Eishockey Liga unter Vertrag genommen wurde. Dort wurde sein Vertrag nach Ende der Saison jedoch nicht verlängert.

## Erfolge und Auszeichnungen
- 2008 Gewinn des Ray Miron President’s Cup mit den Arizona Sundogs
- 2008 CHL Playoff Most Valuable Player